# Traian Atanasiu
Traian Atanasiu (n. 20 noiembrie 1947, Mangalia, Constanța, România) este un amiral român, care a îndeplinit funcția de comandant al Marinei Militare Române în perioada 1997 - 2002. 

## Biografie
Traian Atanasiu s-a născut la data de 20 noiembrie 1947 în orașul Mangalia (județul Constanța). A absolvit Școala Militară Superioară de Marină Constanța, secția militară - specialitatea navigație (1968) și apoi Academia Militară Generală București (1975). A absolvit ulterior Colegiul Național de Apărare (1994), obținând în anul 2000 titlul științific de Doctor în Științe Militare, cu teza de doctorat "Contribuții la studiul doctrinei și diplomației navale românești în actualul context geopolitic și geostrategic".
După absolvirea Școlii Superioare de Marină, a fost comandantul Unității de luptă Observare, Transmisiuni și Radioelectronică pe dragorul de bază 60 din Divizionul 146 Dragoare al Diviziei 42 Maritime (1968-1973). După doi ani în care studiază la Academia Militară din București, revine în funcții de comandă operativă: comandantul dragorului de bază 62 (1975-1976), șeful Transmisiunilor Diviziei 42 Maritime (1976-1978), ofițer 2 în Biroul Mecanizarea și Automatizarea Conducerii Trupelor în cadrul C.M.M. și la Întreprinderea de Exploatare a Flotei Maritime "NAVROM” Constanța (1978-1980).
Între anii 1980-1984, îndeplinește funcții de comandant de navă antisubmarin: Vânătorul de submarine 33 din cadrul Divizionului 339 Vânătoare de Submarine și apoi Vânătorul de submarine 260. Conduce apoi Divizionul 339 Vânătoare de Submarine și apoi Divizionul 79 Vânătoare de Submarine (1984-1990). După trei ani în care este comandant de unitate de fregate, este numit în funcția de șef al Operațiilor în Comandamentul Marinei Militare (1993-1995), devenind apoi locțiitor al Comandamentului Marinei Militare (1996-1997). Prin Decretul nr.519 din 21 octombrie 1996, comandorul Atanasiu a fost înaintat la gradul de contraamiral (cu o stea).
În perioada 1 mai 1997 - 1 ianuarie 2002, contraamiralul Traian Atanasiu a îndeplinit funcția de șef al Statului Major al Marinei Militare. În această perioadă, a fost avansat la gradul de viceamiral  (prin Decretul nr. 413 / 26 noiembrie 1998) și apoi la rangul de viceamiral-comandor (prin Decretul nr.513 / 30 noiembrie 2000) . La 1 ianuarie 2002 a fost numit director adjunct al Statului Major General, iar apoi prin Decretul nr. 130/2002 a fost trecut în rezervă începând cu data de 15 februarie 2002, cu gradul de viceamiral (cu 3 stele). 
Printr-un decret prezidențial din data de 29 octombrie 2008, viceamiralul (r) Traian Atanasiu a fost înaintat în gradul de amiral – cu patru stele, în retragere .

## Activitatea științifică
După trecerea sa în rezervă, viceamiralul (r.) dr. Traian Atanasiu predă la Facultatea de Marină Militară din cadrul Academiei Navale Mircea cel Bătrân în calitate de lector universitar la Catedra de Știinte Nautice (2004-2005) și apoi conferențiar universitar (din anul 2006). În prezent, el este șeful Catedrei de Științe nautice și predă cursurile de Navigație estimată și costieră, Navigație ortodromică și electronică și Cinematică navală. 
A publicat trei cărți (Cinematică navală. Principii teoretice ale manevrei tactice a navei) și 12 articole în reviste de specialitate, participând la 9 comunicări științifice și fiind autorul unei inovații și coordonatorul a două contracte de cercetare. Este membru al următoarelor organizații profesionale: Liga Navală Română, Clubul Amiralilor din România și Asociația Cadrelor Militare în Rezervă.
Din anul 2007 este conferentiar universitar in cadrul Universitatii Maritime din Constanta, Facultatea de Navigatie. In urma masurilor de austeritate din 2010 luate in invatamantul superior dar si legate de pensionarii militari, devine profesor-asociat in cadrul Universitatii Maritime.

## Controverse
Numele amiralului Atanasiu a fost vehiculat într-un scandal din anul 1998 legat de atribuirea prin licitație publică a lucrărilor de reparații ale obiectivului militar 999 (distrugătorul "Mărășești"), aparținând Statului Major al Marinei Militare. După părerea controlorilor Curții de Conturi, licitația a fost câștigată de către o firmă constănțeană care nu avea ca obiect de activitate reparațiile navale și care ulterior ar fi subcontractat lucrările de reparații către alte firme. S-a mai acuzat și faptul că suma cheltuită la finalizarea lucrărilor ar fi depășit oferta inițială ca urmare a efectuării unor lucrări (neprevăzute inițial) de montare a unor echipamente de radiolocație și de înlocuire a unor instalații frigorifice de la prova și de la pupa navei. 
Procurorul financiar de pe lângă Curtea de Conturi a României a trimis o sesizare către Colegiul Jurisdicțional al Curții de Conturi în vederea stabilirii răspunderii civile delictuale în sarcina unor persoane din cadrul UM 02150 Constanța și obligarea lor la repararea prejudiciului cauzat instituției.
Prin sentința civilă nr. 505 din 15 martie 2004 pronunțată de către Curtea de Apel București, Secția Contencios Administrativ, s-a apreciat că lucrările suplimentare efectuate au fost necesare, necesitatea apărând după momentul organizării licitației ca urmare a unui ordin al Statului Major General al Armatei pentru extinderea reparațiilor. De asemenea, s-a considerat că nu s-au efectuat plăți duble, astfel că suma calculată inițial ca prejudiciu de către procurorul financiar nu constituie pagubă pentru Ministerul Apărării Naționale, ea găsindu-și acoperire în lucrările efectuate pe distrugătorul "Mărășești". 
Sentința civilă pronunțată de către Curtea de Apel a devenit definitivă și irevocabilă la data de 11 mai 2004, prin neformularea recursului de către procuror. Astfel, viceamiralul Atanasiu a fost exonerat de răspunderea civilă pentru lucrările de reparații efectuate la distrugătorul "Mărășești".

## Decorații
Viceamiralul Traian Atanasiu a fost decorat cu următoarele ordine:
- Ordinul pentru Merit al Republicii Franceze
- Ordinul Național „Pentru Merit” în grad de Mare Cruce (2000)[5]